# Corynoptera trispinulosa
Corynoptera trispinulosa är en tvåvingeart som beskrevs av Werner Mohrig och Blasco-zumeta 1996. Corynoptera trispinulosa ingår i släktet Corynoptera och familjen sorgmyggor.
Artens utbredningsområde är Spanien. Inga underarter finns listade i Catalogue of Life.